# Стодулкі (станція метро)
50°02′49″ пн. ш. 14°18′25″ сх. д. / 50.04694° пн. ш. 14.30694° сх. д.
Стодулкі (чеськ. Stodůlky) — станція Празького метрополітену. Розташована між станціями «Злічин» і «Лука».
Станція була відкрита 11 листопада 1994 року у складі пускової дільниці лінії B «Нове Бутовіце»—«Злічин».
Конструкція станції: колонна трипрогінна мілкого закладення (глибина закладення: 13,1 м) з однією острівною платформою.

## Характеристика станції
Станція знаходиться на заході міста в однойменній місцевості. Станція мілкого закладення, колонна, трёхпролётная. За оформленням схожа на станцію «Злічин» (відмінності — обробка колійних стін пластиком і своєрідні поручні навколо колон). Має два вестибюлі, проте пасажирів приймає тільки східний вестибюль, західний закритий.